# Chefredakteur
Ein Chefredakteur (früher auch Hauptschriftleiter; in der Schweiz Chefredaktor) ist als presserechtlich verantwortlicher und leitender Redakteur und Vorgesetzter der Gesamtredaktion verantwortlich für den Inhalt einer Zeitung, Zeitschrift, Onlinepublikation sowie anderer Medien. Hierbei ist „leitend“ als unternehmerische Funktion zu verstehen, also die Sicherstellung des Redaktionsbetriebs im Rahmen der redaktionellen Strategie. Davon zu trennen ist die häufig verwendete Positionsbezeichnung „Leitender Redakteur“; diese Bezeichnung drückt in der Regel die Leitung eines Ressort bzw. einer Fachredaktion aus. Maßgeblich für die Ausübung einer Leitungsfunktion ist inhaltliche Richtlinienkompetenz. Bei den öffentlich-rechtlichen Rundfunkanstalten tragen die Leiter der aktuell-politischen Redaktionen den Titel Chefredakteur.
Zwischenzeitlich hatten Onlineredaktionen von Tageszeitungen und Zeitschriften häufig selbstständig agierende Chefredakteure. Mit der Zusammenlegung von Print- und Online-Redaktionen geht der Trend allerdings zur medienunabhängigen Leitung der Gesamtredaktion unter einer Person.

## Aufgaben
Der Chefredakteur leitet und entwickelt die Redaktionsarbeit und setzt die publizistische Leitlinie im Sinne des Verlegers oder Herausgebers um. Er legt die politische Leitlinie der publizistischen Einheit gelegentlich mit fest. Im Gegensatz dazu führt der Redaktionsleiter die Redaktion im Tagesgeschehen organisatorisch;. Der Chefredakteur kann zugleich noch die Leitung und Redaktion eines Ressorts innehaben. Bei einigen Zeitungen oder Zeitschriften sind die Herausgeber zugleich die Chefredakteure (wie bei der FAZ) oder es gibt eine mehrköpfige Chefredaktion. Beispiele dafür sind etwa die 1970er Jahre bei der Süddeutschen Zeitung, die Leitung des Focus durch Franziska Reich und Georg Meck oder die Leitung des stern durch Florian Gless und Anna-Beeke Gretemeier. Einige wenige überregionale Medien wie die schweizerische Wochenzeitung haben keinen Chefredakteur.
Neben seinen journalistischen Aufgaben hat der Chefredakteur zusätzlich die Artikel der ihm unterstellten Redakteure zu prüfen und ihnen Aufträge für Artikel zu geben. Er ist somit für die journalistische Koordination, die Organisation, die Führung und die Kontrolle der Redaktion zuständig und verantwortlich. Zusätzlich obliegt ihm die Repräsentation der Zeitung/Zeitschrift in der Öffentlichkeit. Soweit der Chefredakteur verantwortlich im Sinne des Presserechts ist, trifft ihn rechtlich die Haftung für den Inhalt der veröffentlichten Artikel der Zeitung. Um den Chefredakteur von Haftungsfragen freizustellen, wurde zuweilen ein sogenannter Sitzredakteur bestellt.
Der Chefredakteur ist zudem in vielen Redaktionen ein wichtiger Repräsentant der Redaktion und vertritt die Redaktion beispielsweise bei Podiumsdiskussionen, Talkshows, Vorträgen oder Interviews.
In der neueren Vergangenheit gehören Chefredakteure zudem häufiger auch der Geschäftsführung des Mediums an. Beispiele dafür sind Julian Reichelt bei Bild, Florian Harms bei t-online.de, Ulf Poschardt bei der Welt oder Romanus Otte und Jakob Wais bei Business Insider. An diesem Modell gab es in der Vergangenheit Kritik, da ein Chefredakteur die Interessen der Redaktion gegenüber der Geschäftsführung vertreten müsse.

## Ehemalige Chefredakteure großer Publikationen

### Deutschland
- Rudolf Augstein, 1947–1959 Chefredakteur (und Herausgeber) des Spiegel
- Kai Diekmann, 2001–2015 Chefredakteur der Bild
- Henri Nannen, 1949–1980 Chefredakteur (und Herausgeber) des Stern
- Peter Boenisch, 1965–1979 Chefredakteur bei Bild am Sonntag, 1978–1981 bei Die Welt
- Marion Gräfin Dönhoff, 1968–1972 Chefredakteurin bei Die Zeit (danach Herausgeberin)
- Erich Böhme, 1973–1989 Chefredakteur bei Der Spiegel
- Theo Sommer, 1973–1992 Chefredakteur bei Die Zeit
- Hartmann von der Tann, 1993–2006 Chefredakteur bei der ARD
- Helga Kirchner, 2000–2009 Chefredakteurin beim WDR-Hörfunk
- Claudia Nothelle, 2006–2009 Chefredakteurin beim RBB

### Schweiz
- Willy Bretscher, 1933–1967 Chefredaktor der Neuen Zürcher Zeitung
- Peter Hartmeier, 2002–2009 Chefredaktor des Tages-Anzeigers
- Fred Luchsinger, 1968–1984 Chefredaktor der Neuen Zürcher Zeitung
- Peter Rothenbühler, 1990er Chefredaktor der Schweizer Illustrierten, 1985–1988 beim SonntagsBlick, 2002–2008 bei Le Matin
- Peter Studer, 1978–1987 Chefredaktor beim Tages-Anzeiger
- Peter Uebersax, 1961–1962 und 1980–1986 Chefredaktor Blick
- Judith Wittwer, 2018–2020 Chefredaktorin beim Tages-Anzeiger

### Österreich
- Victor Adler, 1889–1894 Chefredaktor der Arbeiter-Zeitung
- Hans Dichand, 1955–1958 Chefredakteur des Kurier und Neugründer der Kronen Zeitung (1959)
- Friedrich Dragon, 1959–2001 Chefredakteur der Kronen Zeitung
- Ernst Molden, 1948–1953 Chefredakteur der Presse
- Hugo Portisch, 1958–1967 Chefredakteur des Kurier